# Iglesia de San Benito (Salamanca)
La iglesia de San Benito es un templo católico de estilo gótico situado en la ciudad de Salamanca, España.
La iglesia se encuentra en el centro histórico de la ciudad, en la zona declarada Patrimonio de la Humanidad por la Unesco, rodeada por la monumental calle de la Compañía y por las casas-palacio de Pedro Maldonado, integrada en el Convento de la Madre de Dios, Diego Maldonado y Francisco de Solís.

## Historia
La actual iglesia de San Benito se erigió sustituyendo a un templo anterior de fábrica románica, que habría sido construido en 1104 dentro del proceso repoblador emprendido en la ciudad por el rey Alfonso VI de León. En esta primitiva iglesia románica fue bautizado el arzobispo Alonso II de Fonseca, que en 1506 mandó edificar la nueva iglesia de estilo gótico, que posteriormente se iría mejorando por la familia Maldonado, emparentada con el arzobispo.
En el siglo XV, durante la división de la ciudad de Salamanca en dos bandos enfrentados, la denominación de esta iglesia, que solía reunir a uno de los bandos, dio nombre al bando de San Benito, enfrentado al de Santo Tomé.

## Exterior
Al exterior destacan los potentes contrafuertes decorados con los escudos del arzobispo Fonseca con la cruz patriarcal, Ulloa, Madonado y Acevedo que soportan el empuje de la bóveda de la única nave interior.
La portada sur, ricamente decorada en estilo gótico flamenco, se encuentra protegida por un tejadillo encajado entre dos contrafuertes y sustentado por una columna con capitel zapata. Sobre el arco carpanel de la puerta dos arquillos conopiales albergan las esculturas que forman la escena de la Anunciación. Los dos arcos que contienen las imágenes del ángel Gabriel y la Virgen se cobijan en sendos arcos de medio punto inscritos en uno conopial en cuyo remate aparece la figura de Dios Padre. Todo el conjunto está decorado con cardinas, cogollos y pináculos góticos, flaqueado por las armas de los Fonseca y los Acevedo.
La torre y la ventana camarín del ábside son posteriores.

## Interior
En el interior la iglesia presenta una sola nave cubierta por dos bóvedas estrelladas cuyos nervios no descansan sobre pilares, sino sobre ménsulas en la parte alta de los muros. Un tercer tramo, de menor tamaño, alberga la capilla mayor. A pesar de tratarse de una construcción gótica el arco ojival está en desuso, sustituyéndose por arcos de medio punto y escarzanos.
La iglesia se convirtió en panteón de los Maldonado, conteniendo los muros varios sepulcros de estilo gótico y renacentista.

### Retablo mayor
En la capilla mayor el retablo actual sustituye a otro del siglo XVI tallado y dorado decorado con pinturas y esculturas. En 1783, amenazando la bóveda de la capilla ruina, tuvo que desmontarse el retablo, sustituyéndose por uno de piedra que sustentaría la bóveda y el arco en peligro. El retablo pétreo se estructura en dos cuerpos y ático con tres calles y es obra neoclásica de Eustaquio Román, está pintado imitando mármol según la Real Pragmática de 1777.
El primer cuerpo se sustenta por columnas toscanas con entablamento de triglifos y metopas lisas. Las dos calles laterales contienen esculturas de San Benito y San Antonio Abad. La calle central alberga una capilla camarín con una imagen moderna de la Inmaculada que sustituye a la anterior Virgen del Socorro.
El segundo cuerpo presenta columnas de fuste liso con capitel jónico y entablamento corrido con salientes sobre las columnas. Las calles laterales presentan esculturas de San Pablo Ermitaño y San Joaquín. En la central aparece un Calvario, de hacia 1510, que proviene del antiguo retablo de la capilla de la Universidad de Salamanca, desde donde se trasladó a San Benito en 1784. Se atribuye este Calvario al escultor Gil de Ronza.
El ático es de medio punto rebajado, amoldándose a la forma de la bóveda. En las calles laterales presenta dos pinturas recreando el tema de la Anunciación y en la central una pintura de la Coronación de la Virgen.

## Culto
Actualmente la iglesia está abierta al culto integrándose en la Parroquia de la Purísima, además de ser la única sede de la diócesis de Salamanca donde se dice misa tridentina o tradicional del rito romano. Entre 2010 y 2018 fue sede de la Hermandad de Jesús Despojado. Con la reconversión en museo del Convento de las Úrsulas, en noviembre de 2019 se trasladaron a la iglesia las imágenes titulares de la Seráfica Hermandad del Cristo de la Agonía, estableciendo su sede canónica.